# Grant Thornton International
Grant Thornton er en britisk multinational revisionsvirksomhed med hovedkvarter i London. De udbyder regnskab, management consulting, rådgivning, skat og konsulentydelser. De har en årsomsætning på 7,2 mia. USD (2022).
De er er tilstede i 147 lande og har 68.000 ansatte.